# Republikánské primárky v New Hampshiru 2008

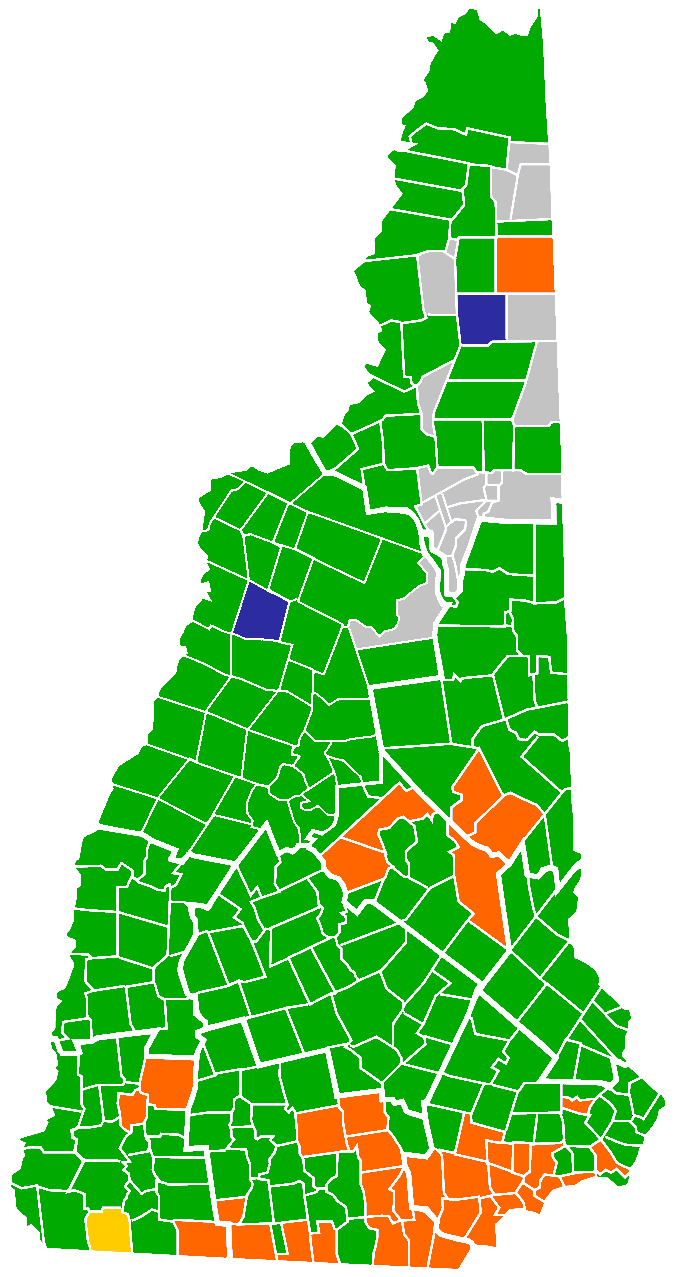
Mapa vítězů voleb v jednotlivých částech státu (modrá: John McCain; červená: Mitt Romney; zelená: Mike Huckabee; žlutá: Ron Paul).

Primárky Republikánské strany v New Hampshire v roce 2008 se konaly 8. ledna 2008 a vybíraly kandidáta na republikánskou nominaci pro prezidentské volby ve Spojených státech v roce 2008.
V primárkách bylo odevzdáno bylo celkem 234 851 platných hlasů a vítězem se stal se ziskem 37,71% hlasů John McCain.

## Výsledky
| Kandidát                     | Počet hlasů | Procent | Potenciální počet delegátů |
| ---------------------------- | ----------- | ------- | -------------------------- |
| John McCain                  | 88,571      | 37,71%  | 7                          |
| Mitt Romney                  | 75,546      | 32,17%  | 4                          |
| Mike Huckabee                | 26,859      | 11,44%  | 1                          |
| Rudy Giuliani                | 20,439      | 8,7%    | 0                          |
| Ron Paul                     | 18,308      | 7,8%    | 0                          |
| Fred Thompson                | 2,890       | 1,23%   | 0                          |
| Duncan Hunter                | 1,217       | 0,52%   | 0                          |
| Alan Keyes                   | 203         | 0,09%   | 0                          |
| Stephen Marchuk              | 123         | 0,05%   | 0                          |
| Tom Tancredo*                | 80          | 0,03%   | 0                          |
| Hugh Cort                    | 53          | 0,02%   | 0                          |
| Cornelius Edward O'Connor    | 45          | 0,02%   | 0                          |
| Albert Howard                | 44          | 0,02%   | 0                          |
| Vern Wuensche                | 44          | 0,02%   | 0                          |
| Vermin Supreme               | 41          | 0,02%   | 0                          |
| John Cox                     | 39          | 0,02%   | 0                          |
| Daniel Gilbert               | 33          | 0,01%   | 0                          |
| James Creighton Mitchell Jr. | 30          | 0,01%   | 0                          |
| Jack Shepard                 | 27          | 0,01%   | 0                          |
| Mark Klein                   | 19          | 0,01%   | 0                          |
| H. Neal Fendig Jr.           | 13          | 0%      | 0                          |

* Tom Tancredo již v prosinci stáhl svou kandidaturu a doporučil hlasovat pro Mitta Romneyho.